# Friends from the Beginning – Little Richard and Jimi Hendrix
 (octobre 2020).
Friends from the Beginning - Little Richard and Jimi Hendrix est un album non officiel de chansons soi-disant enregistrées par Little Richard entre 1964 et sa date de sortie en 1972. Contrairement à ce qu'entendent le titre de l'album et les notes d'accompagnement, Jimi Hendrix n'a en rien participé à ces enregistrements,. L'implication de Little Richard dans certaines chansons a également été remise en question.

Selon le critique Joe Vilione d'AllMusic, l'album est totalement faux. Il ajoute : 

« Les enregistrements frauduleux tels que Friends from the Beginning ne servent qu'à embrouiller le public et nuire à la réputation des artistes dont le nom apparaît sur ces farces. Il s'agit d'une tromperie. »

Il en existe de nombreuses versions sorties par de petites maisons de disques dans de nombreux pays au cours des années.
Hendrix était un membre occasionnel du groupe qui accompagnait Richard, les Upsetters, entre la fin de 1964 – janvier 1965 jusqu'à juin – juillet 1965,. Jusqu'à présent, les biographes de Hendrix n'ont identifié que deux chansons qu'il a enregistrées avec Richard à des dates incertaines : I Don't Know What You've Got (But It's Got Me), un single en deux parties publié par Vee-Jay Records en novembre 1965 et Dancing All Around the World. Aucune des deux chansons n'apparaît sur cet album ; elles font cependant partie du coffret West Coast Seattle Boy: The Jimi Hendrix Anthology (2010). 

En juillet 1965, Hendrix joue de la guitare lors d'une apparition télévisée de Buddy & Stacy, les choristes des Upsetters, sur WLAC-TV. Leur interprétation du hit Shotgun de Junior Walker est diffusée sur Night Train, une émission de variétés musicales de Nashville, Tennessee. Peu de temps après, Hendrix déménage à New York, où il envoie une carte postale à son père : 

« [Little Richard] ne nous a pas payé pendant cinq semaines et demi, et on ne peut pas vivre de promesses sur la route, j'ai donc du me débarrasser de cette pagaille. »

Le frère de Richard, Robert Penniman, affirmera plus tard que Hendrix avait été renvoyé parce qu'« il arrivait toujours au bus en retard, flirtait avec toutes les filles et tout ça ».